# 聶永真
聶永真（Yung-Chen Nieh，Aaron Nieh，1977年8月16日—），臺灣平面設計師，永真急制workshop負責人。支持同性婚姻。畢業於國立臺中高級工業職業學校機械製圖科、國立臺灣科技大學工商業設計系。國立臺灣藝術大學應用媒體藝術研究所肄業、安特衛普皇家藝術學院（荷蘭語：Koninklijke Academie voor Schone Kunsten van Antwerpen）圖像設計碩士預班肄業、倫敦大學金匠學院計算藝術研究所肄業。金曲獎最佳專輯包裝獎得主，為國際平面設計聯盟首位台灣籍會員。
聶永真曾於國內外大型設計賽事數次奪獎，並出任許多國際設計獎項如德國紅點、日本Good Design Award （页面存档备份，存于）、台灣金點設計獎及金點新秀設計獎之評審，學生時期曾擔任誠品書店特約文案寫手。早期作品主要範圍為實體唱片包裝、書籍裝幀、電影及劇場平面文宣；兼從出版品企劃主編，屢與國家兩廳院和臺北金馬影展執行委員會合作。
近年作品主要範圍為品牌識別設計、指標設計、品牌聯名及包裝，知名作品如金馬5O、7-ELEVEN CITYCAFE、不只是圖書館、中信卡、郭元益150週年紀念禮盒、Ambidio、全家FamilyMart PANTONE生活節、蘇富比〈戰後亞洲藝術〉專冊、威尼斯建築雙年展台灣館、DR.WU 15週年限定包裝、NUNUNI、桃園誌、黃聲遠田中央工作群 （页面存档备份，存于）Living in Place國際巡迴展、寶亨香菸（KT&G （页面存档备份，存于））、UNIQLO Tomorrow Taipei、台灣設計研究院品牌識別、蔡英文總統競選視覺識別（2016）、正副總統就職紀念酒及郵票、莎士比亞的妹妹們的劇團文宣設計⋯⋯等，亦於個人之Instagram帳號裡發表偏屬較實驗性之作品。

## 獎項
- 第21屆金曲獎最佳專輯包裝獎《感官/世界》
- 第25屆金曲獎最佳專輯包裝獎《山丘》（精裝版）
- 第26屆金曲獎最佳專輯包裝獎《小湊戀歌》

## 著作

### 永真急制
- 《永真急制》，2002年2月4日，新新聞
- 《Re_沒有代表作》，2009年9月18日，自轉星球文化（2002-2008作品集）
- 《FW：永真急制》，2010年5月6日，自轉星球文化（為《永真急制》再版）
- 《不妥：聶永真雜文集》，2013年11月9日，自轉星球文化
- 《tag沒有代表作》，2014年9月12日，自轉星球文化（2009-2014作品集，分為「限量盒裝版」與「POP袋裝版」兩個版本）
- 《漫漫談》，2016年2月15日，黃俊隆合著，印刻出版

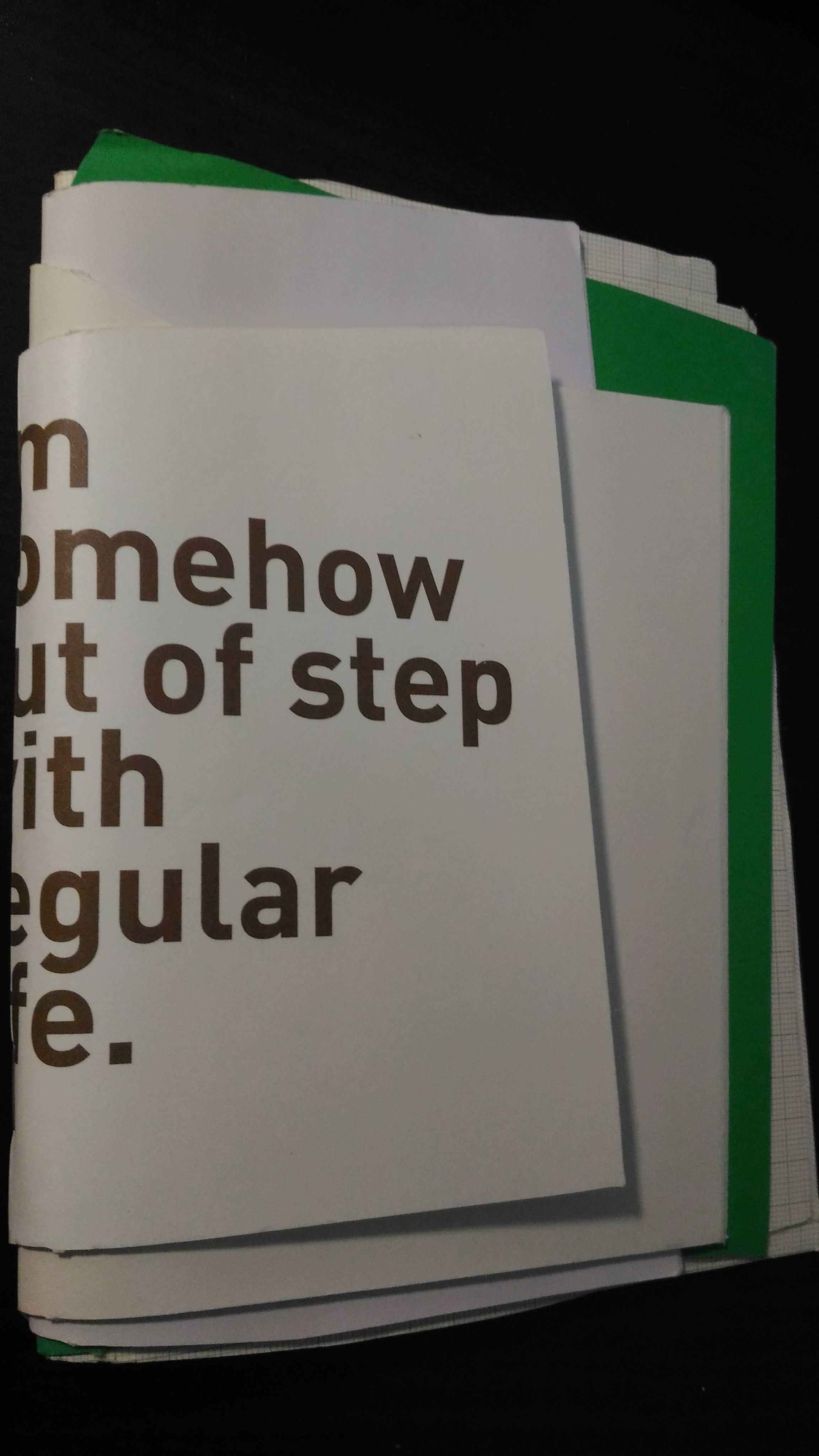
設計無規則創意筆記本

### 主編統籌之書系
- 《tokyo boy alone》，2011年6月15日（森榮喜Eiki Mori 著，東京）
- 《No.223》，2012年5月9日（編號223林志鵬 著，北京）

## 著名作品
- 德國Hesign出版全球百間《Small Studios》[4]
- APD（Asia Pacific Design）亞太設計與東京TDC（Type Director Club 字形指導俱樂部）[5]年鑑收錄等。
- 2013第50屆金馬獎主視覺設計
- 2014太陽花學運群眾集資的紐約時報全版廣告
- 2015第50屆金鐘獎主視覺設計
- 2015/20167-ELEVENCITY CAFE 夏季杯聯名設計
- 2016年臺灣民進黨總統參選人蔡英文競選官方視覺設計[6]、競選專輯《台灣美樂地》專輯包裝[7]。
- 2016中國信託商業銀行享想生活卡
- 2016中華郵政第十四任總統副總統就職紀念郵票。
- 2016郭元益150週年伴點時光伴手禮盒聯名設計。
- 2017全家便利商店PANTONE×FamilyMart 生活節。
- 2017報告老師！怪怪怪怪物！國際版海報。
- 2019星宇航空會員卡卡籍命名。
- 2019UNIQLOATT 4 FUN 信義店「Tomorrow Taipei」主視覺設計
- 2020世界衛生組織WHO秘書長譚德塞，公開點名砲轟台灣3分鐘事件，引發台灣民眾不滿，台灣民眾群眾集資的紐約時報「Taiwan can help」的廣告
- 2020中華郵政第十五任總統副總統就職紀念郵票。
- 2021新一代設計展新LOGO設計。
- 2021監察院創院90週年新LOGO設計。
- 2021郭元益155週年embrace伴手禮盒聯名設計。
- 2021/2022新一代設計展主視覺設計。
- 2022刷樂厭色系-牙刷聯名設計。
- 2022數位發展部LOGO設計。
- 2022/2023台北101中信聯名卡設計。
- 2023刷樂植漱口-漱口水聯名設計。

### 專輯包裝設計
2002
- 《半成年主張》合輯
- 《蕊 re:》合輯
- 曾寶儀《專注》

2003
- 范逸臣《信仰愛情》
- 殷悅《愛的 Melody》
- 周杰倫《葉惠美》
- 周杰倫《尋找周杰倫》EP
- 五月天《時光機》
- 蘇芮《20年特別選》
- 邱澤《不懂》
- 雅立《Arie 同名專輯》

2004
- 《五月之戀》電影原聲帶
- 南拳媽媽《南拳媽媽的夏天》
- 拜金小姐《拜金小姐》
- 周杰倫《七里香》
- No Name《同名專輯》（發行首版、改版）
- 黃立行《黑的意念》
- 五月天《神的孩子都在跳舞》（發行首版、改版）
- 羅大佑《美麗島》
- 范逸臣《愛情程式》
- 彭靖惠《純粹慵懶》
- 王力宏《心中的日月》（發行首版、改版）

2005
- 江美琪《戀人心裡有一首詩》
- 南拳媽媽《二號餐》（發行首版、改版）
- 元衛覺醒《幸福下載》（發行首版）
- 旺福《旺福誌》
- 趙之璧《她有你要的》EP
- 輕鬆玩《我要輕鬆玩》
- 柯有倫《柯有倫同名專輯》（發行首版、改版）
- 五月天《知足》（精裝首版、平裝首版）
- 梁靜茹《絲路》（發行首版、改版）
- 周杰倫《十一月的蕭邦》
- 王力宏《蓋世英雄》（發行首版、改版）
- 曹格《格格 Blue》（發行首版）

2006
- 周杰倫《霍元甲》EP
- Tank 《生存之道》（發行首版、改版）
- 張惠妹《我要快樂》（精裝首版、平裝首版、改版）
- 周華健《雨人》
- 莫文蔚《如果沒有你》
- 蘇慧倫《蘇慧倫同名專輯》
- 范逸臣《不說出的溫柔》
- 蔡依林《舞孃》（發行首版、改版）
- 同恩《不准哭》
- 李聖傑《關於你的歌》
- 林憶蓮《呼吸》
- 周杰倫《依然范特西》
- 《白色巨塔》電視原聲帶
- 王芷蕾《我們的天空》
- 楊乃文《女爵》
- 五月天《為愛而生》（發行首版）
- 曹格《Superman》（精裝首版、平裝首版、改版）
- 昊恩家家《Blue in Love》
- JS《蘇菲亞的盛宴》EP
- JS《Scream》EP

2007
- 黃立行《無神論》（發行首版、改版）
- JS《我知道你愛我》EP
- 黃義達《完整演出》（發行首版、改版）
- 孫燕姿《逆光》（發行首版、改版）
- 許哲珮《許願盒》
- 林俊傑《西界》（發行首版、改版）
- 蔡依林《特務J》（發行首版、改版）
- 張惠妹《Star》（發行首版）
- 魏如萱《甜蜜生活》
- 大嘴巴《大嘴巴 同名專輯》
- 周杰倫《我很忙》
- 《昨天今天明天 愛·星光精選》合輯（發行版、影音館）
- 曹格《Super Sunshine》（發行首版、改版）
- 許茹芸《北緯66度》

2008
- 楊宗緯《鴿子》（發行首版、改版）
- 林宥嘉《神秘嘉賓》（發行首版、改版）
- 神木與瞳《為你而活》（發行首版、改版）
- 五月天《後青春期的詩》
- 李玖哲《不完美》
- S.H.E. 《FM S.H.E.》（預購版、發行版）
- 潘裕文《夏雨詩》EP
- 周定緯《So What》EP
- 許仁傑《夢見》EP
- 黃立行《最後只好躺下來》（發行首版）

2009
- 王若琳《Joanna & 王若琳》（發行版、預購EP）
- 紀佳松《Blue J》
- 柯有倫《One Day》
- 蕭閎仁《法克這個人》
- 周傳雄《戀人創世紀》
- 曹格《超級4場》（發行首版）
- 陶喆《69樂章》
- 林宥嘉《感官世界》（電台單曲、發行首版、改版、影音館）

2010
- 嚴爵《謝謝你的美好》
- Olivia Ong《Olivia》
- 郭采潔《煙火》（2x預購首版、發行首版）
- 王力宏《十八般武藝》（發行版、改版）
- 蔡依林《Myself》（預購首版、發行首版、Remix LP）
- 田馥甄《To Hebe》（發行版、預購DVD、影音館）
- 倪安東《第一課》（發行版、預購DVD）
- Olivia Ong《夏夜晚風Live影音專輯》
- 林俊傑《她說》（預購首版、發行首版、改版）
- SIGMA《SIGMA》（精裝首版、平裝首版、改版）

2011
- 炎亞綸《下一個炎亞綸》EP（電台單曲、預購版、發行版）
- 張惠妹《你在看我嗎》（預購首版、發行首版）
- 梁文音《情人×知己》（2x發行首版）
- 林宥嘉《美妙生活》（電台單曲、預購版、發行版）
- Olivia Ong《Romance》
- 王若琳《為愛做的一切》
- 田馥甄《My Love》（2x電台單曲、發行版、影音館）
- 《All My Inside: Porter 10th Anniversary Music CD》合輯
- 許茹芸《許茹芸的微醺音樂：你聽見了我嗎？》
- 任家萱《重作一個夢》EP
- 林俊傑《學不會》（預購首版、發行首版）
- 五月天《第二人生》（明日版、末日版）

2012
- 陳嘉樺《我就是》EP（發行版、預購EP）
- 倪安東《Wake Up》（電台單曲、發行版、預購EP）
- 林宥嘉《大小說家》（電台單曲、預購版、發行版、影音館）
- 曹格《Sensation Jazz》
- 《台北爸爸 紐約媽媽》舞台劇原聲帶
- 蔡依林《Muse》（發行首版、改版）
- 潘瑋柏《24個比利》（發行首版）
- 嚴爵《單細胞》（電台單曲、預購版、發行版）
- 炎亞綸《紀念日》（2x預購首版、發行首版、改版、影音館）
- S.H.E. 《花又開好了》（預購版、發行版、影音館）
- 張韶涵《有形的翅膀》（預購版、發行版）
- 女孩與機器人《平行宇宙》（發行版、預購EP）
- 曹格《荷裡活的動物園》

2013
- 林宥嘉《Jazz Channel》（發行首版、The Big Issue EP）
- 陳妍希《Me, Myself and I》
- Olivia Ong《等等》
- 陶喆《再見你好嗎》
- 林俊傑《因你而在》（發行首版）
- 田馥甄《渺小》（電台單曲、發行版、影音館）
- 李宗盛《山丘》單曲（發行版、精裝版）

2014
- 林宥嘉《口的形狀》EP
- 楊永聰《Stay》
- 劉容嘉《我的自卑感》
- 孫盛希《Girls》（發行首版）
- 符致逸《Good Morning, Hard City》
- 柯有倫《解放浪漫》
- 蔡依林《呸》（發行首版）
- 李煒《脫胎換骨》
- 李榮浩《李榮浩同名專輯》
- 林俊傑《新地球》（發行首版）
- 汪小敏《空》EP
- 盧葦《小湊戀歌》

2015
- 《女也 Herstory with Mayday》 合輯
- 宇宙人《一萬小時》（發行版、預購DVD）
- 嚴爵《一直給》（預購版、發行版）
- 嚴爵《現代藝術》
- 小男孩樂團《Everything》
- 魏如萱《這邊的女人  那邊的貓》單曲
- 盧葦《邱月雲小姐收》
- 《台北美樂地》合輯

2016
- 李榮浩《有理想》
- 曹格《我們是朋友》
- 林宥嘉《今日營業中》
- 田馥甄《日常》
- 戴佩妮《賊》
- 陳勢安《親愛的偏執狂》
- 田馥甄《If Only》（DVD版、BD版）
- 李欣芸《心情電影院》

2017
- 家家《还是想念》
- 蔡淳佳《我是我》

## 相關資料
1. ↑  BIOS monthly. .   [2019-03-07]. （原始内容存档于2018-10-27）.
2. ↑  Shopping Design. .   [2019-09-25]. （原始内容存档于2019-09-25）.
3. ↑  AGI Member Page 的存檔，存档日期2013-10-14.
4. ↑  Hesign Germany 的存檔，存档日期2014-03-25.
5. ↑  .   [2013-07-25]. （原始内容存档于2013-07-26）.
6. ↑  陳慧萍. . 自由時報. 2015年5月23日  [2015年6月29日]. （原始内容存档于2015年7月1日） （中文（繁體））.
7. ↑  張語羚. . ETtoday. 2015-09-11  [2016-03-19]. （原始内容存档于2016-03-28）.

## 外部連結
- 聶永真的Facebook專頁
- 聶永真的Instagram （页面存档备份，存于）(官方)
- 聶永真的Instagram帳戶 (個人)
- 聶永真的X（前Twitter）
- aaronnieh.com （页面存档备份，存于）
- 永真急制的Instagram帳戶
- 永真急制的Facebook專頁 （页面存档备份，存于）